# Flore (Matsys)
Pour les articles homonymes, voir Flore (homonymie).
Flore est une peinture à l'huile sur bois achevée en 1559 par le peintre flamand Jan Matsys, qui fait maintenant partie de la collection de la Kunsthalle Hamburg.

## Description
L'œuvre représente Flore, la déesse romaine des fleurs et de la prospérité, assise avec contentement dans un jardin tenant un petit bouquet d'œillets rouges et blancs, qui représentent l'amour et la bonne fortune. Ils sont positionnés dans la composition pour planer au-dessus d'un paysage lointain du port d'Anvers, sur l'Escaut. Le sens de l'harmonie satisfaite est une allégorie de la paix et de la prospérité de la ville, à laquelle Flore semble ajouter sa propre bénédiction. 
Matsys avait une réputation de peintre de nus féminins, qu'il peignait dans un style rappelant l'école de Fontainebleau, à laquelle il avait été associé. La vue d'Anvers a peut-être été exécutée par le frère de Jan, Cornelis, spécialiste du paysage.